# Segle IX
El segle ix és el període que comprèn els anys entre el 801 i el 900 dins l'edat mitjana. Suposa un període de canvis socials, ja que apareix el feudalisme, però també culturals, amb la pugna entre cristians i musulmans, els quals amplien considerablement la seva zona d'influència.

## Política
Carlemany va fundar l'Imperi Carolingi en fer-se coronar l'any 800. Pretenia continuar la tasca unificadora de l'Imperi Romà d'Occident i ser la potència dominant a Europa. Va aconseguir controlar bona part del territori, que es va fragmentar però en petits regnes i comtats (inici del feudalisme) dependents en major o menor mesura del monarca, el qual controlava les fronteres i va imposar una sèrie de reformes en tots els àmbits per preservar l'herència clàssica. El seu fill Lluís I el Pietós continua aquesta tasca, afermant el poder imperial al sud. El 843 l'imperi pateix la primera gran divisió, entre els nets de Carlemany.
Els carolingis han de lluitar contra l'expansió musulmana, que avança per Itàlia i Espanya (amb el poderós Emirat de Qúrtuba). Per això van crear una sèrie de comtats fronterers (de vegades anomenats Marca Hispànica), sobre els quals ràpidament perderen el control dels més occidentals però el retengueren en els més orientals. Entre aquests comtats orientals destaca el comtat de Barcelona, que acumula progressivament el poder català, amb figures com Guifré el Pilós, i resisteix la conquesta musulmana.
Més al nord del continent prossegueix l'Era dels vikings amb incursions freqüents a les Illes Britàniques i una creixent presència al nord de França. Els danesos es quedaven com a reis dels territoris conquerits, a vegades respectant de nom el poder local. Els noruecs arriben a Islàndia i comencen a instal·lar-s'hi. A l'est, els magiars van emigrar cap a la zona de l'actual Hongria i la dinastia ruríkida posa les bases del futur Imperi rus. El renaixement macedònic de l'Imperi Romà d'Orient fa que aquest recuperi lentament el rol de potència central de la regió, a despit de les freqüents guerres amb els búlgars.
El món musulmà es divideix en regnes diversos controlats per famílies rivals, que accentuen les diferències religioses dels seus súndits. La dinastia aglàbida governa al nord d'Àfrica (la zona coneguda com a Ifríqiya), aprofitant la guerra civil dels abbàssides, dinastia que controla la major part de la riba Mediterrània. Els amazics es converteixen a l'islam, que d'aquesta manera s'expandeix cap al centre del continent africà. Els beges arriben a Egipte i es desenvolupa la cultura Igbo a Nigèria, dins el període del Regne Nri.
El sud-est asiàtic veu néixer l'Imperi Khmer, el més poderós històricament de la zona. A la Xina continua regnant la Dinastia Tang, amenaçada des de conjures internes, com les que protagonitzen els eunucs de palau, més que no pas pels enemics exteriors.
A Amèrica comença declivi dels maies, mentre Tiwanaku continua sent un pol d'atracció al sud del continent americà. Al nord, sorgeix una nova cultura a les ribes del riu Mississipi que controlarà la regió durant segles.

## Economia i societat
L'Imperi Carolingi es va dividir en fins a tres-cents comtats que basaren el seu poder en la terra, ja que l'economia europea es basa en el rendiment dels grans latifundis agrícoles que treballen els serfs i camperols, dependents per vassallatge d'un senyor feudal (noble o religiós) que es queda part de la collita a canvi de la protecció en cas de guerra. La major part de la producció és de subsistència, si bé reneixen en part les rutes comercials que les invasions germàniques de segles precedents havien reduït o eliminat. Està documentada l'existència d'esclaus.
Els vikings basaven tota l'estructura social en els guerrers, que amb el pillatge també subministraven aliments i riqueses als pobles i, per tant, eren força respectats. Els líders destacats tenien dret a rebre granges (de les quals pagaven un tribut al rei o superior) i cavalls.

## Invents i descobriments
Muhàmmad ibn Mussa al-Khwarazmí presenta una manera més senzilla de resoldre les equacions i compila el saber d'àlgebra medieval en un tractat d'àmplia difusió pel món àrab. Jàbir ibn Hayyan es considera el pare de la química, ja que va descriure com es creaven diversos àcids de manera científica.
Fora de l'àmbit islàmic, sens dubte el gran descobriment del segle és el de la pólvora, fet a la Xina. D'aquest període daten les primeres ulleres modernes i la invenció probable del rascle, que va ajudar a desenvolupar l'agricultura.

## Art, cultura i pensament
El segle ix és un període de gran esplendor cultural, ja que coincideixen el renaixement carolingi i l'Edat d'or islàmica, la qual es plasma per exemple a la Casa de la Saviesa a Bagdad, un centre que funcionava com a acadèmia, escola de traductors i biblioteca. Mentre al món cristià la cultura es transmet sobretot a partir dels monestirs i funcionaris reials, al musulmà té lloc gràcies a les introduccions de pensadors independents i escoles. Ambdós recuperen el llegat grecollatí.
A Europa es desenvolupa l'art preromànic, que barreja una herència romana amb introduccions germàniques. Al món oriental destaca l'escultura del Gran Buda de Leshan. En música, continua dominant el cant gregorià i la monodia. Els intruments més usats eren la flauta i diversos acompanyaments de corda, com la lira o el llaüt.
En religió, es produeixen més divisions en els corrents de l'islam, lligats tant a qüestions teològiques com polítiques. En canvi al cristianisme és un període d'unitat, marcat per l'evangelització de noves zones, com Bulgària o els països eslaus per part de Ciril i Metodi (al primer deu el seu nom l'alfabet ciríl·lic, desenvolupat durant aquest segle). Benet d'Aniana reforma les regles monàstiques, preparant l'auge dels ordes medievals posteriors. Es produeix una forta persecució religiosa a la Xina, amb la prohibició del culte budista i l'expulsió de religiosos cristians i zoroastrians.
En filosofia, destaquen diversos pensadors àrabs. El més important és Al-Kindi, el qual va apropar la tradició grega al món islàmic. Va fundar la teologia islàmica com a disciplina independent i va emfasitzar el paper de la raó com a creació divina i instrument per conèixer l'univers. Altres filòsofs musulmans de renom són Al-Farabí i Ar-Razí, tots ells científics al mateix temps. A l'Índia, floreix el pensament d'Adi Shankara, un dels teòrics de la ment, el qual afirmava que només hi havia l'absolut com a real, essent tot el món exterior pura aparença o imaginació, una idea que seria explotada àmpliament durant el barroc. Dins de l'òrbita cristiana, Joan Escot Eriúgena va afirmar la supremacia del coneixement dialèctic sobre tots els altres i va dividir el ser i el no-ésser en diferents regnes abordables filosòficament (precedent de l'anomenada teologia negativa).
La literatura a Europa continua escrivint-se en llatí, ja que les llengües romàniques comencen a desenvolupar-se però només oralment. La majoria d'escrits tenen un fort component religiós, com els recollits a la Patrologia Latina. D'aquest temps data la compilació de Les mil i una nits, una de les obres de més influència de la literatura universal, i l'expansió dels poetes escàldics. A Orient, es desenvolupen els kana japonesos, que faciliten l'escriptura.